# Phytomyza hendeli
Phytomyza hendeli är en tvåvingeart som beskrevs av Erich Martin Hering 1923. Phytomyza hendeli ingår i släktet Phytomyza och familjen minerarflugor. Arten är reproducerande i Sverige. Inga underarter finns listade i Catalogue of Life.